# Dolma m/1895

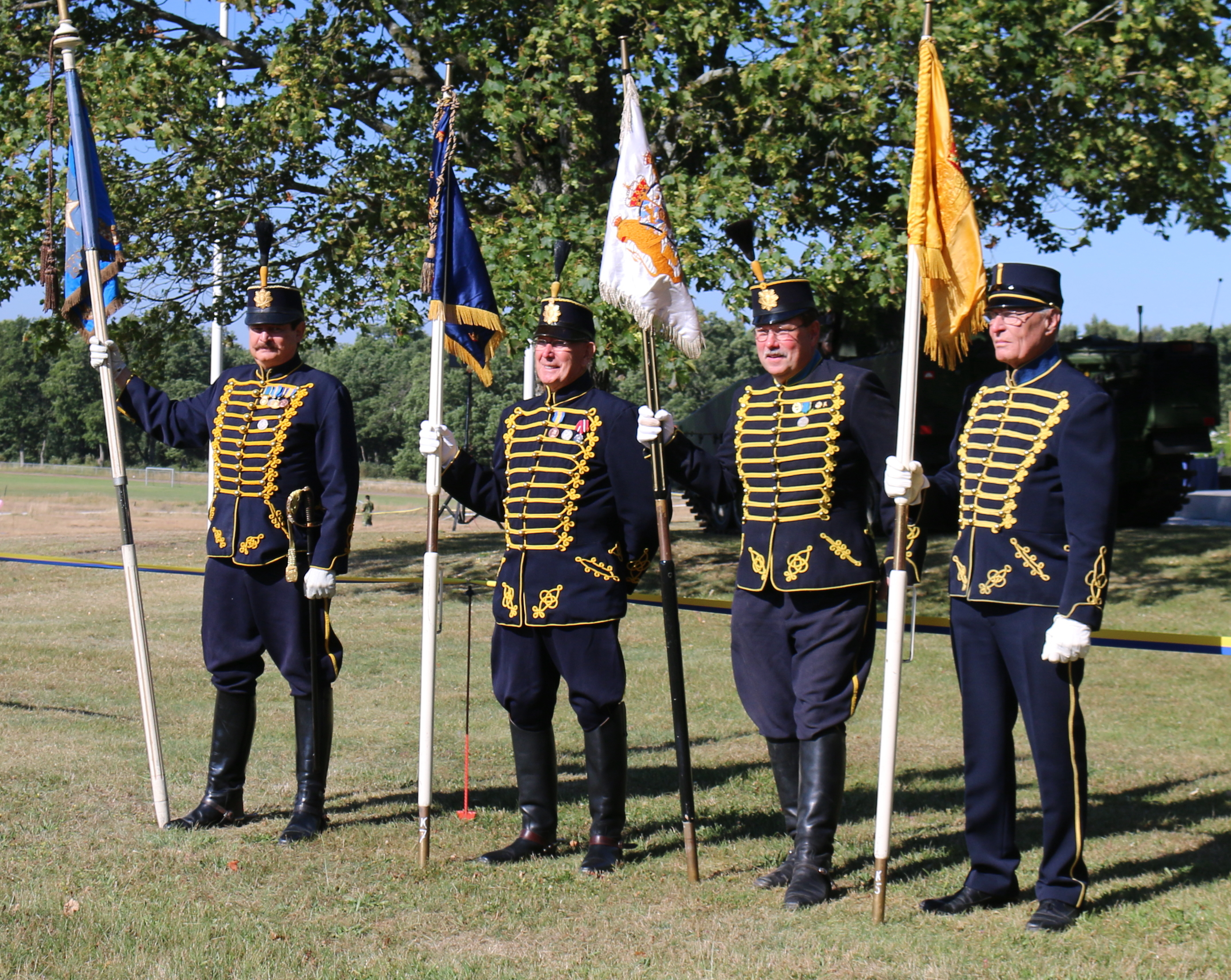
Husaruniform m/1895

Dolma m/1895 var en dolma som användes inom Krigsmakten och togs fram som en del av uniform m/1895.

## Utseende
Dolman är av mörkblått kläde med svart foder. Ståndkragen igenhäktas nedtill och är i regementets färg, höjden varierar mellan 4 och 4,5 cm. Dolman är försedd med tre knapprader om 10 knappar vardera. Dessa tre knapprader förbinds med dubbla grövre fyrkantsnören vilka är i guld hos officerarna (för K3 - silver) och för manskapet i gul färg (för K3 - vit). Dolmans gradbeteckning bärs på kragen i form av stjärnor, för kompaniofficerare (underlöjtnant, löjtnant och ryttmästare) en stjärna, för regementesofficerare (major, överstelöjtnant och överste) en guldgalon kring kragen samt för major, en stjärna, för överstelöjtnant, två stjärnor och slutligen för överste tre stjärnor.

### Kragens färger
|  | K 3 | Livregementets husarer      |
|  | K 4 | Smålands husarregemente     |
|  | K 5 | Skånska husarregementet     |
|  | K 7 | Kronprinsens husarregemente |

## Användning
Dolma m/1895 bars av husarer till ridbyxor m/1895 och ridstövlar m/1898 istället för vapenrock m/1895. Som huvudbonad bars vanligen husarmössa m/1895. Försvarsmakten använder idag inte dolman som var den sista som utvecklades i Sverige. Dock förekommer den inom militärkulturhistoriska kamratföreningar, som till exempel Hvetlanda Skvadron.

## Fotografier

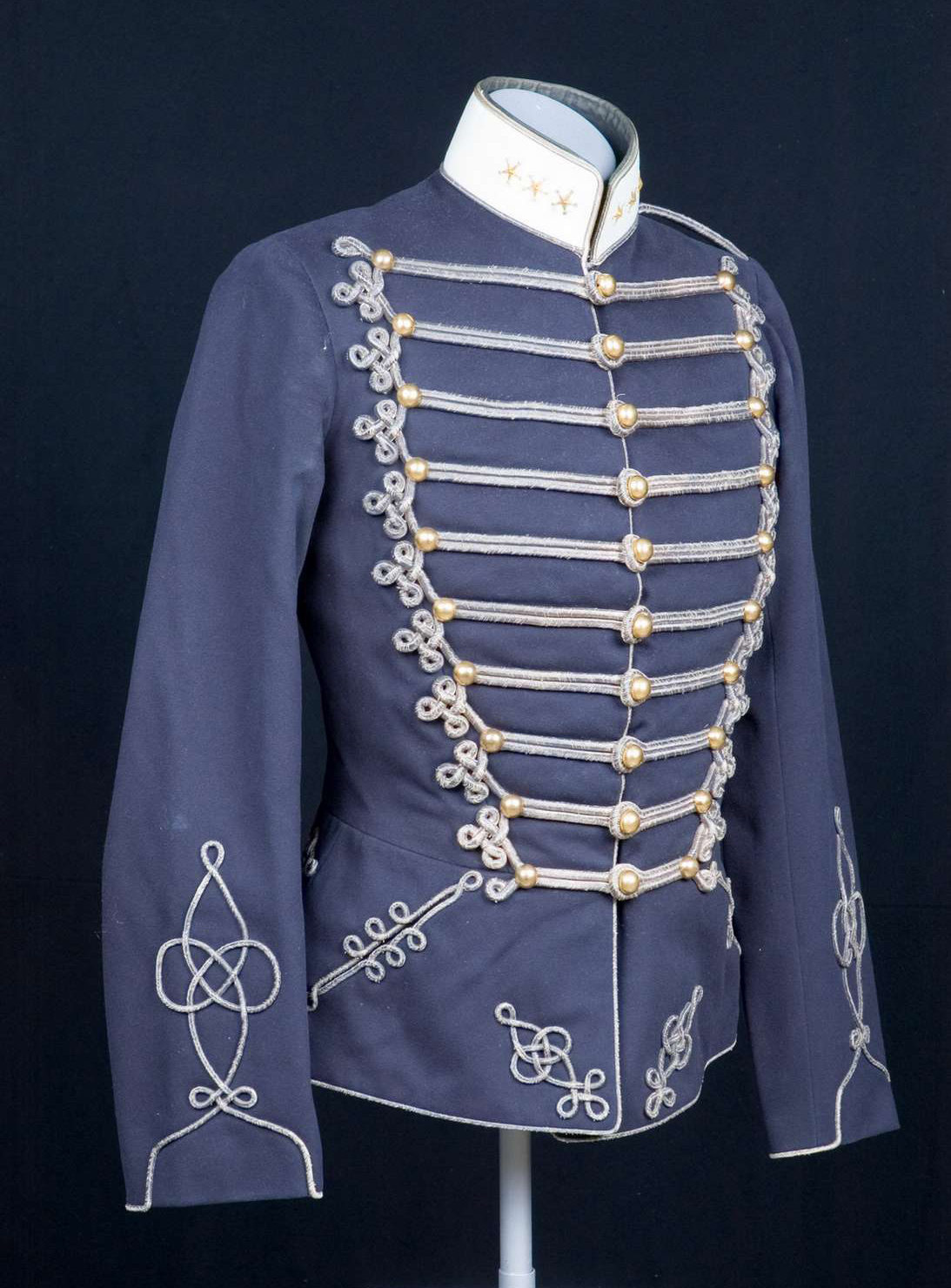
Dolma m/1895 för ryttmästare vid Livregementets husarer (K 3).
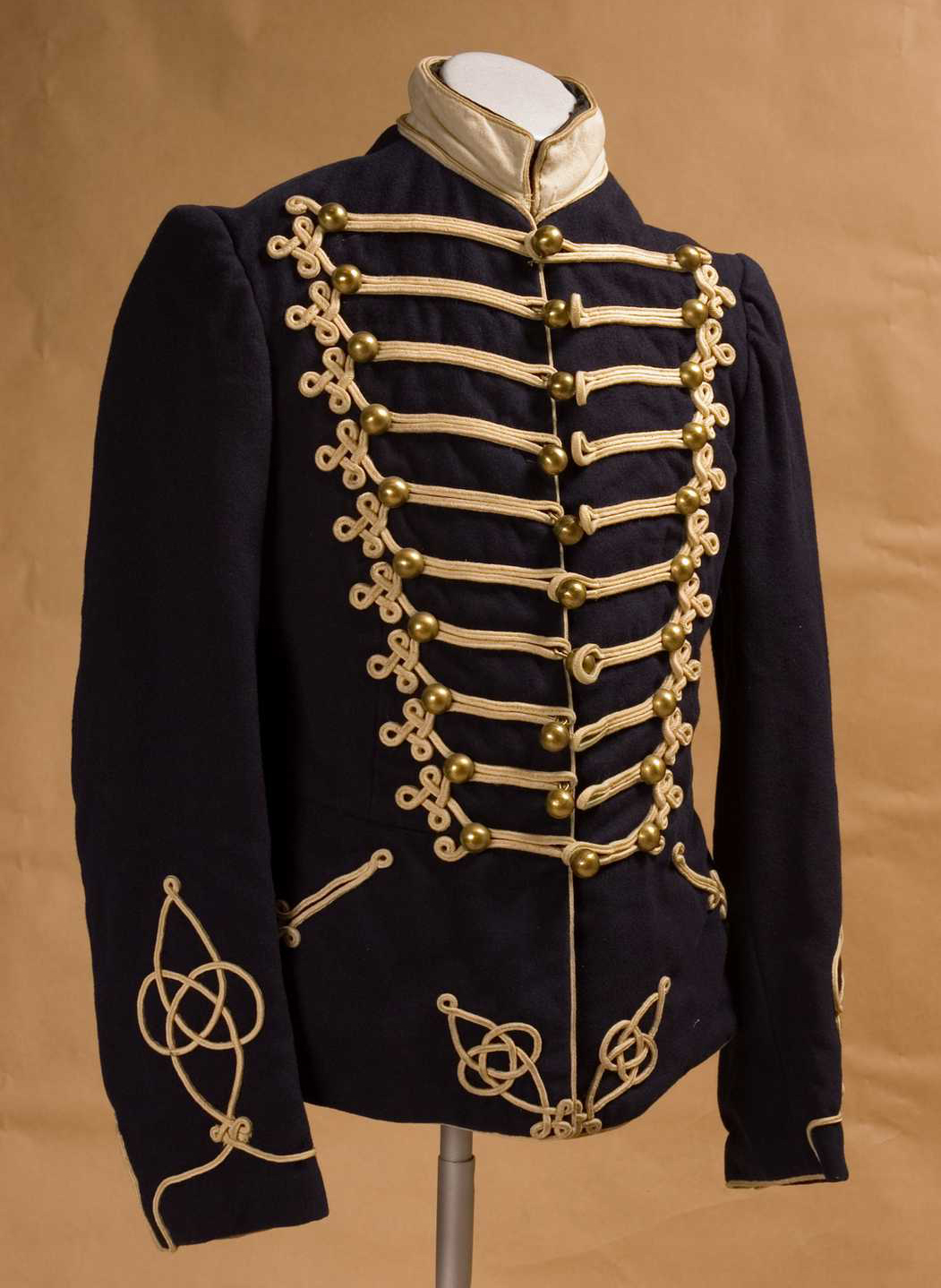
Dolma m/1895 för manskap vid Livregementets husarer (K 3).
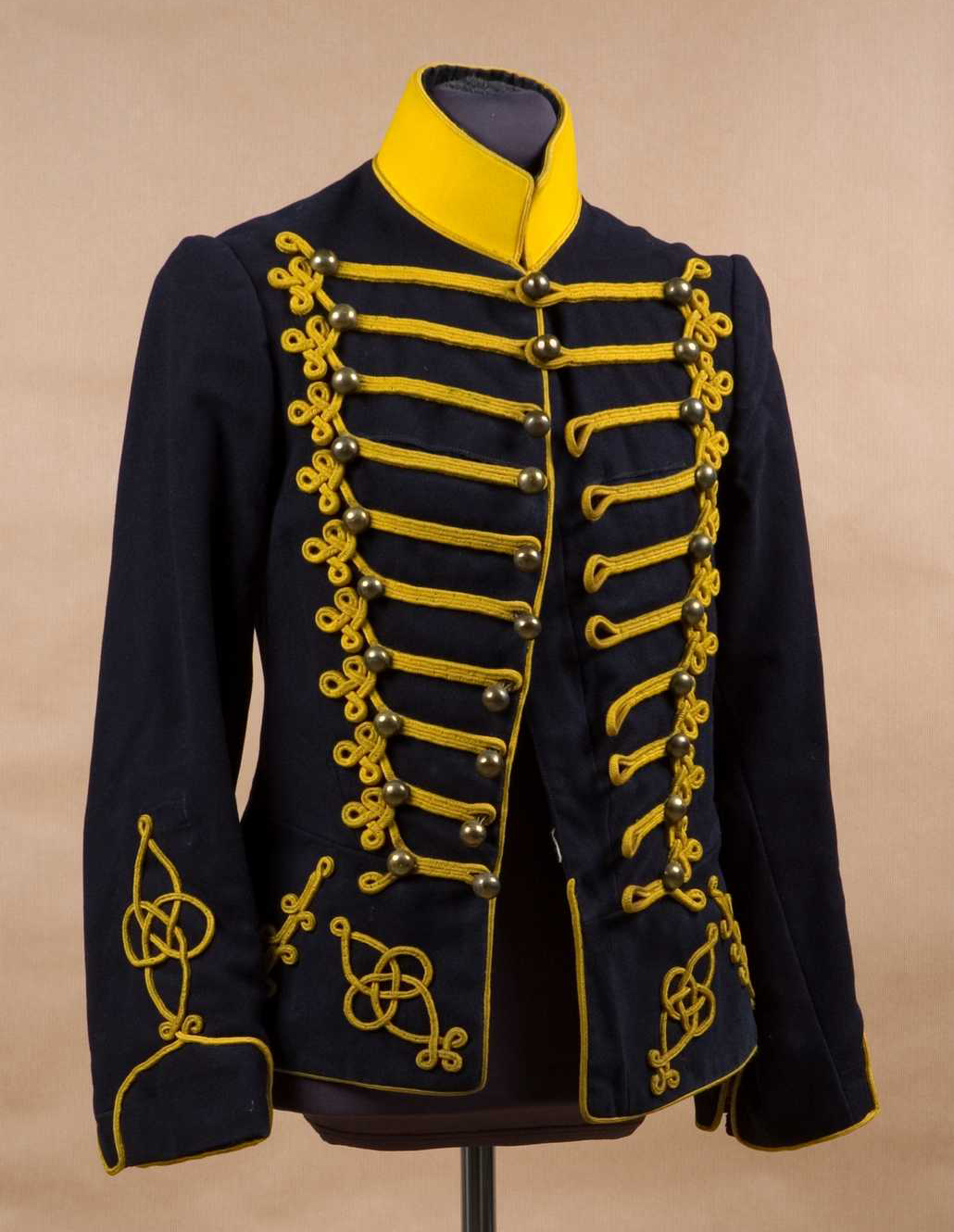
Dolma m/1895 för manskap vid Smålands husarregemente (K 4).
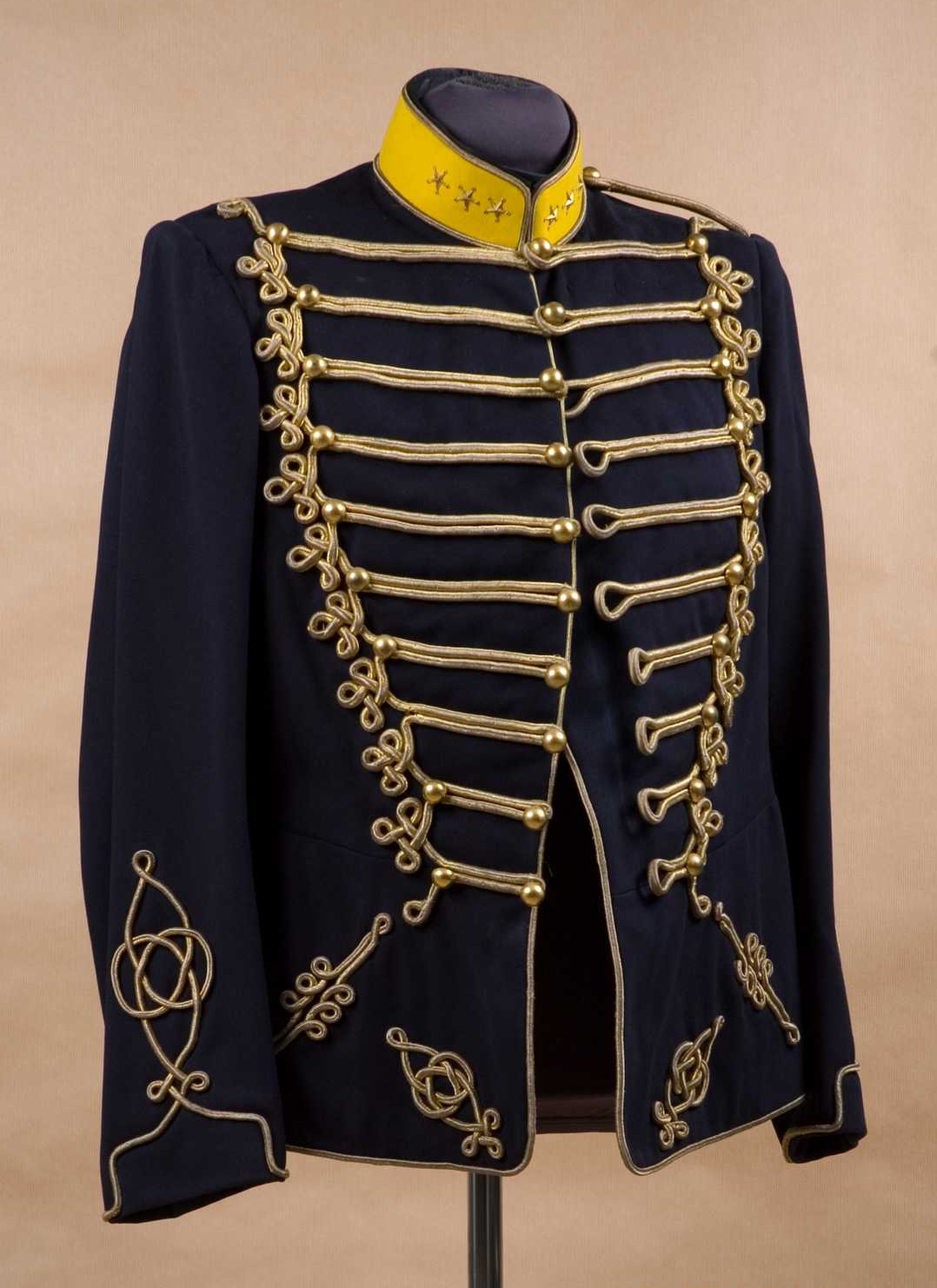
Dolma m/1895 för officer vid Smålands husarregemente (K 4).
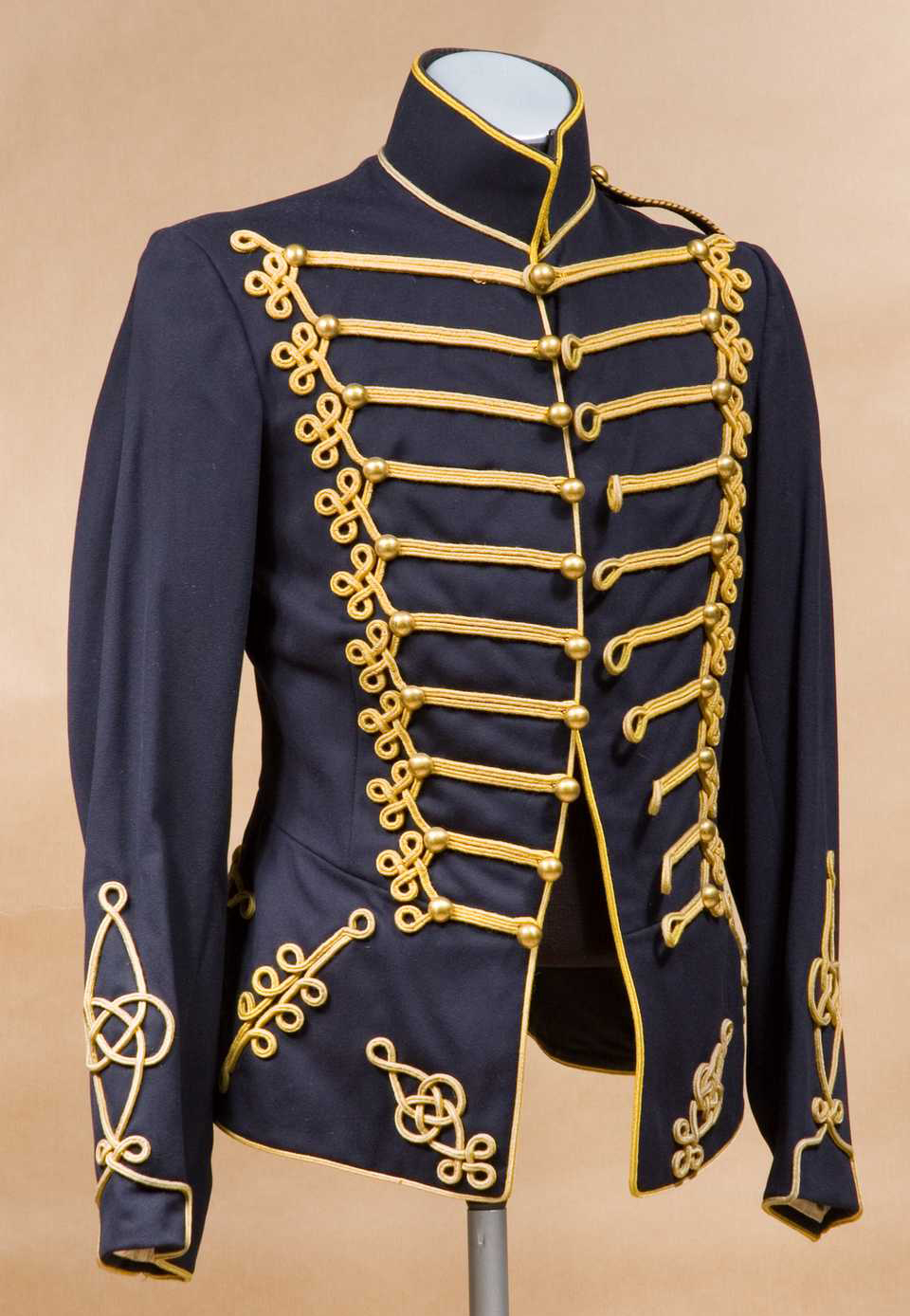
Dolma m/1895 för manskap vid Kronprinsens husarregemente (K 7).
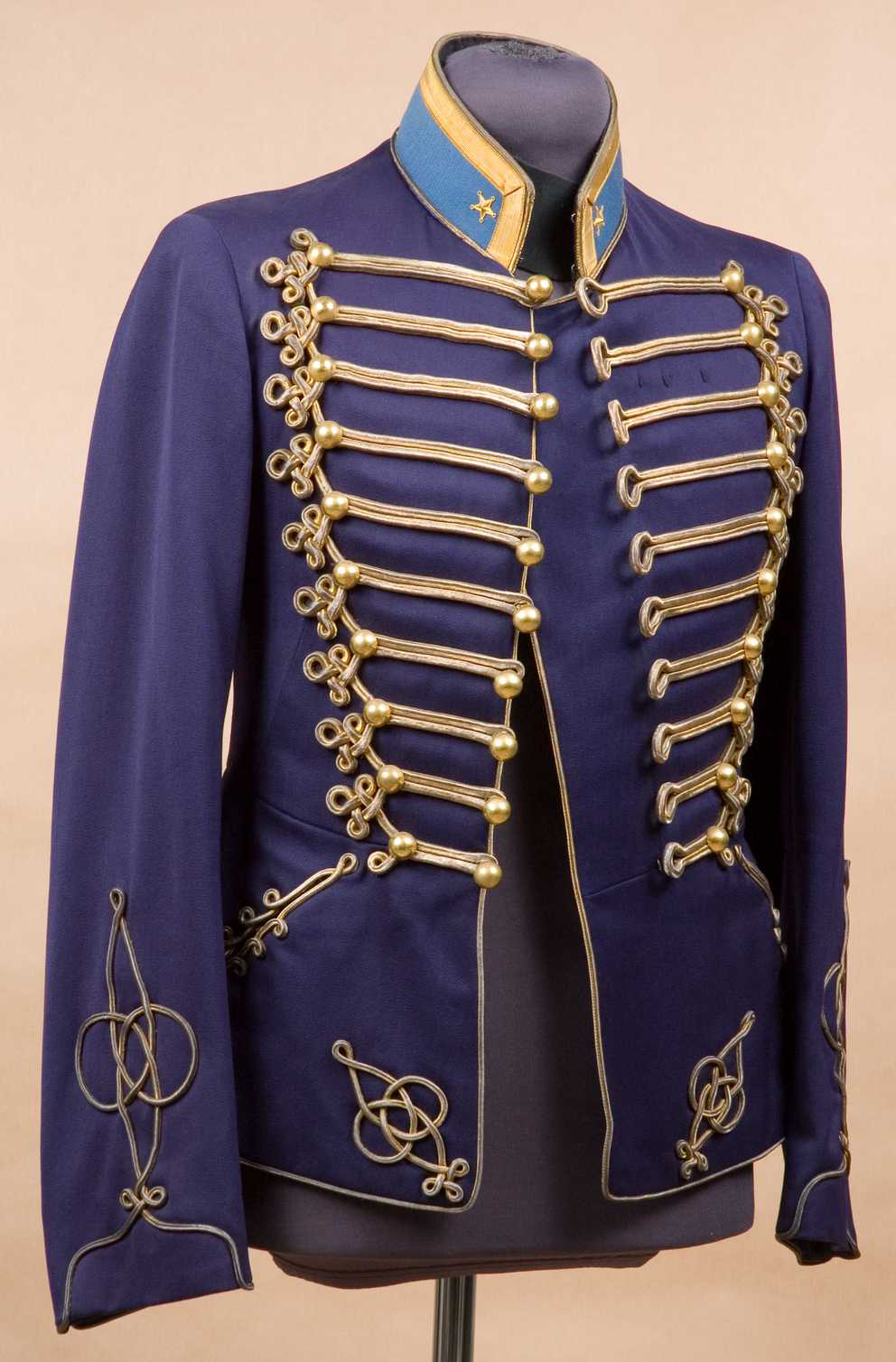
Dolma m/1895-1931 för major vid Skånska husarregementet (K 5).